# Castellum Hoge Woerd
Castellum Hoge Woerd is de (eigentijdse) naam van een gereconstrueerd Romeins fort (castellum) in de Nederlandse woonplaats De Meern. Het was een van de forten, in het latijn castella, langs de noordgrens, de limes van het Romeinse Rijk. De Rijn en de zij-armen ervan vormden een natuurlijke grens. Deze rivier werd daarom door de Romeinen gebruikt ten behoeve van de verdediging van hun rijksgrens, de Neder-Germaanse limes. De Rijn was voor de Romeinen bovendien van groot belang voor de transporten naar het door hen eveneens veroverde deel van Groot-Brittannië. De betrekkelijk kleine sterkte mat 85 bij 120 meter. Direct buiten de muren bevond zich een kleine nederzetting (Latijn: vicus. Uit dit woord is het Nederlandse woord wijk voortgekomen), waarin lieden woonden die niet-militaire diensten aan de Romeinse troepen leverden.
Het oorspronkelijke Romeinse castellum lag aan de zuidelijke neventak van de rivier de Rijn, die door het gebied van het huidige De Meern stroomde. Bij het castellum stroomde deze riviertak van noord naar zuid. Het castellum lag op de oostelijke oever van deze Rijn-tak, op een terrein dat enkele meters hoger lag (en ligt) dan het omringende gebied. Mogelijk is hier sprake van een combinatie van een natuurlijke hoogte, namelijk de oeverwal van de rivier, en een verdere kunstmatige verhoging. 
Het gereconstrueerde castellum ligt op de plaats van het oorspronkelijke en heeft dezelfde lengte, breedte en hoogte. Dit in 2015 geopende bouwwerk is ontworpen door Skets Architectuurstudio. Het huisvest onder meer  het archeologisch Museum Hoge Woerd, de theaterzaal Podium Hoge Woerd, een centrum voor natuur- en milieu-educatie en een café-restaurant.

## Opgravingen

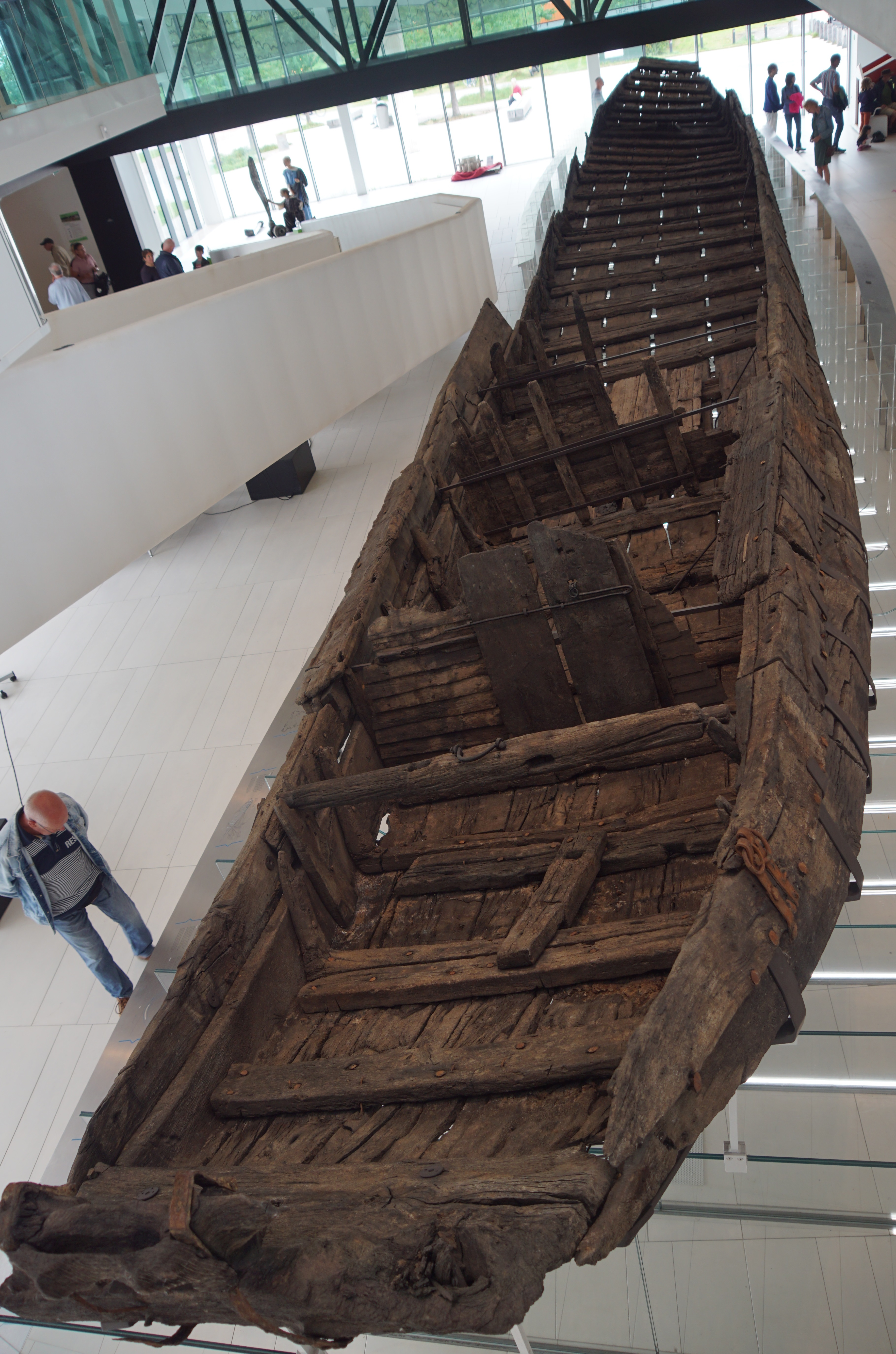
De Meern 1 bovenaanzicht

In 1940 werden opgravingen op De Woerd bij De Meern gedaan. Daarbij is een deel van het badhuis van het Romeinse legerkamp blootgelegd.
In 1997 werden bij archeologische opgravingen in De Meern West binnen enkele dagen twee belangrijke vondsten gedaan. Hier werden een deel van de Limesweg en een Romeins schip teruggevonden. Dit schip is mogelijk gestrand op een ondiepte in de Rijn, want de bemanning liet de inventaris van het schip en privé-bezittingen achter. Deze opgravingen vormden het begin van een lange reeks. Zo zijn er in het begin van de 21e eeuw verschillende andere Romeinse (en mogelijk ook vroeg-middeleeuwse) schepen ontdekt. Om ze uit elkaar te houden hebben die schepen de naam De Meern 1, De Meern 2, enzovoorts, gekregen. Van deze schepen is de De Meern 1 (gevonden in 1997) de meest spraakmakende. Dit schip is uit de bodem gelicht en heeft een ingewikkelde en tijdrovende conserverende behandeling ondergaan, om uiteindelijk een permanente plaats te vinden in de grote museumhal van Castellum Hoge Woerd.
Bij het castellum en in de omgeving van De Meern en Vleuten zijn omstreeks het jaar 2000 verschillende wachttorens gevonden. In 2009 zijn bij een opgraving in het Meentpark (gelegen tussen De Meern Zuid en het Bedrijvengebied Oudenrijn) resten uit de Romeinse tijd gevonden, waaronder een deel van de limesweg. Op deze en andere plaatsen in de buurt van het Romeinse fort lagen inheemse nederzettingen. De bewoners ervan dienden in het Romeinse leger.
Door de vele vondsten is de kennis van de Nederlandse geschiedenis in de Romeinse tijd groter geworden. Zo is het gelukt de loop van de Rijn en zijn vertakkingen beter in kaart te brengen. Het was al bekend dat een Rijn-arm door het huidige De Meern West heeft gelopen, maar deze loop is nu nauwkeuriger getraceerd. Over de limesweg tussen Utrecht en Woerden, die een hoofdverbindingsweg was waarop zijwegen uitkwamen, is nu bekend dat deze zuidelijker lag dan lange tijd werd gedacht. Ook is inmiddels bekend dat deze limesweg niet alleen voor militaire doeleinden, maar ook als handelsweg werd gebruikt.

## Werelderfgoed
Op 27 juli 2021 zijn tijdens de vergadering van het Werelderfgoedcomité van de UNESCO in het Chinese Fuzhou de best bewaarde en meest complete onderdelen van de Neder-Germaanse limes de status van Werelderfgoed toegekend, waaronder het Castellum Hoge Woerd en de ten westen van het fort gevonden limesweg.

Het belang van het fort in het nominatiedossier wordt als volgt omschreven:
Het terrein van de Hoge Woerd is een van de weinige redelijk complete voorbeelden van het geheel van een militair complex, inclusief de vuilstortplaatsen langs de rivier. Het fort maakt deel uit van een scherm van militaire posten in de delta dat gebouwd is als bescherming van de aanvoerlijn naar de Romeinse troepen in Groot-Brittannië na de invasie van 43 na Christus.
Dankzij de ligging aan de voormalige riviergeul konden rijke en gelaagde afzettingen van nederzettingsafval zich ophopen, die een  schatkist vormden van het dagelijks leven aan de grens.
Het deel van de limesweg:
Gezamenlijk is dit cluster van onderdelen een unieke en veelzijdige uitdrukking van de belangrijkste aspecten van de weg, infrastructuur en waterbeheer in een dynamisch rivierenlandschap. De uitstekende staat van bewaring van de houtresten bieden zeldzame inzichten in de aanleg van wegen, met veel timmerwerkdetails en een zeer fijne chronologie dankzij de dateerbare jaarringpatronen.
Teneinde schade aan Romeinse overblijfselen te voorkomen is voor de bouw van de reconstructie van het castellum de grond  60-80 cm opgehoogd.
De verdedigingsgracht is gemarkeerd, evenals het badhuis buiten de muren, de voormalige riviergeul en de limes-weg.

## Museum

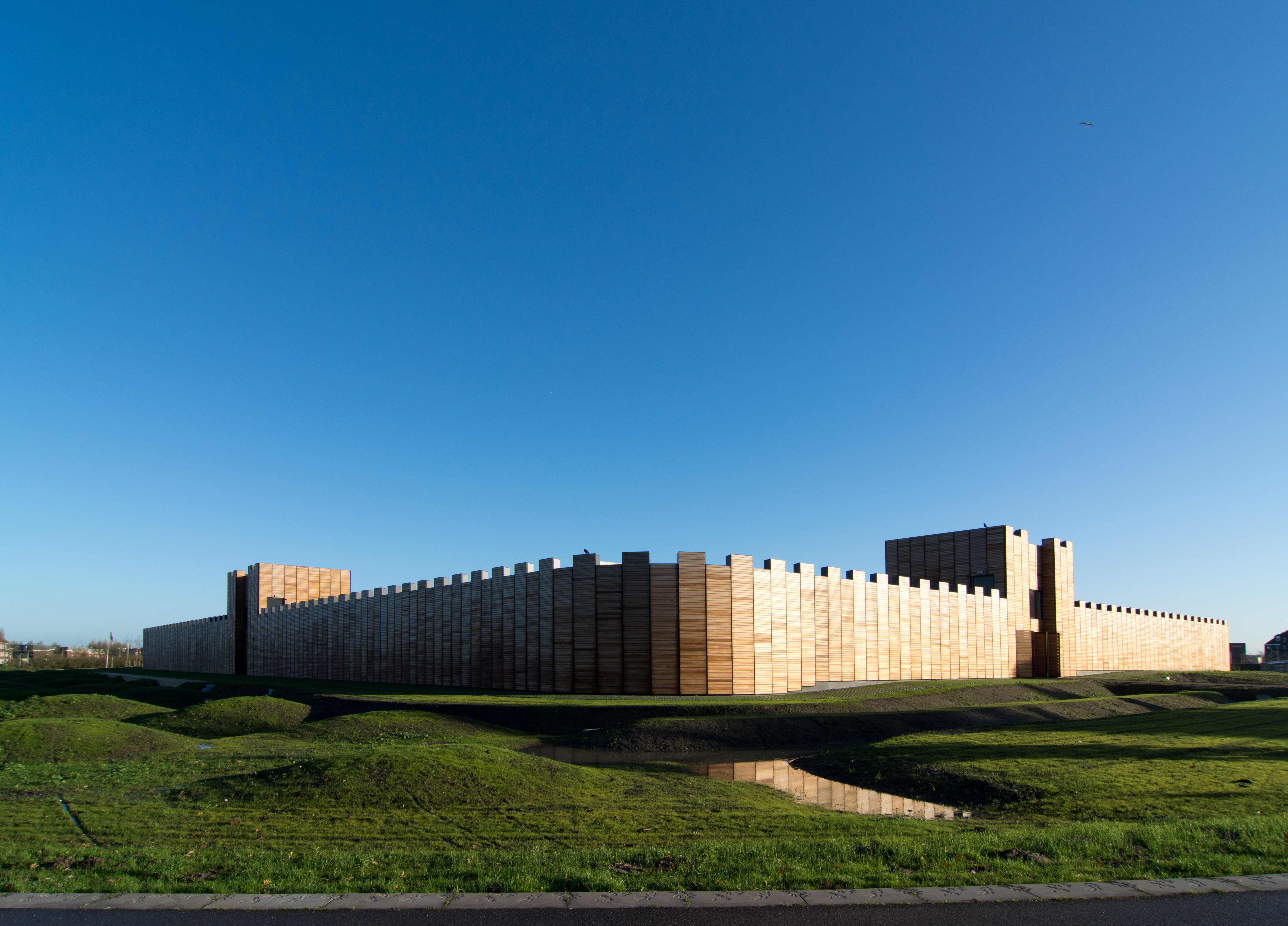
Castellum Hoge Woerd

Binnenin het castellum zijn onder andere een theater en een archeologisch museum ondergebracht. Het grootste voorwerp in het Museum Hoge Woerd is een 25 meter lange Romeinse rivierpraam uit de 2e eeuw. Het werd aangetroffen in 1997 tijdens archeologische opgravingen die werden gedaan voordat werd begonnen aan nieuwbouw in de Meernse buurt Veldhuizen. Het schip werd in relatief gave toestand aangetroffen op de bodem van de hierboven genoemde zuidelijke tak van de Rijn. Het kreeg na de vondst van andere schepen en scheepsresten de naam De Meern 1. Na een grondig en langdurig conserveringsproces werd het in 2015 overgebracht naar de museumhal van het Castellum Hoge Woerd.

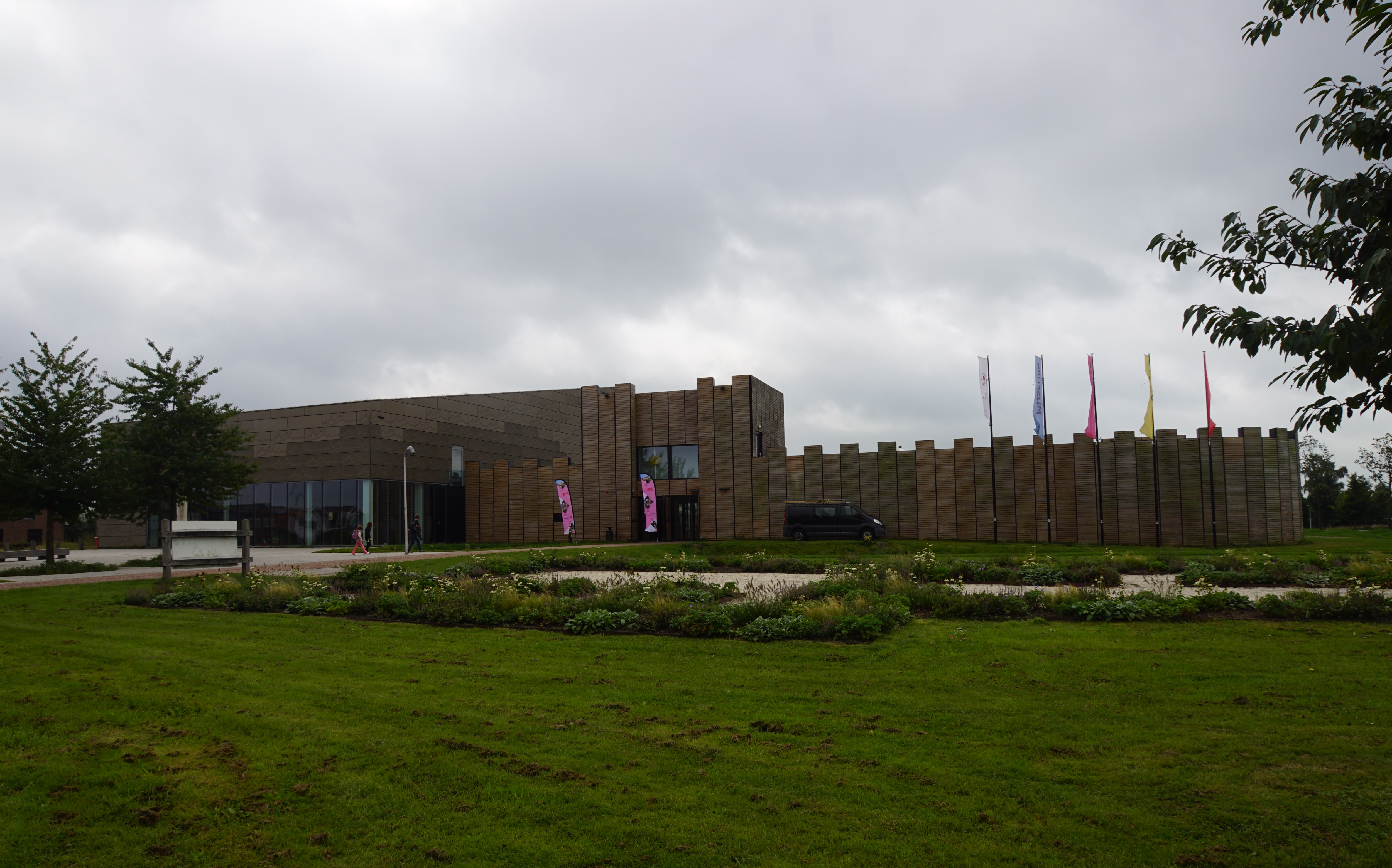
Castellum met markering badhuis op de voorgrond
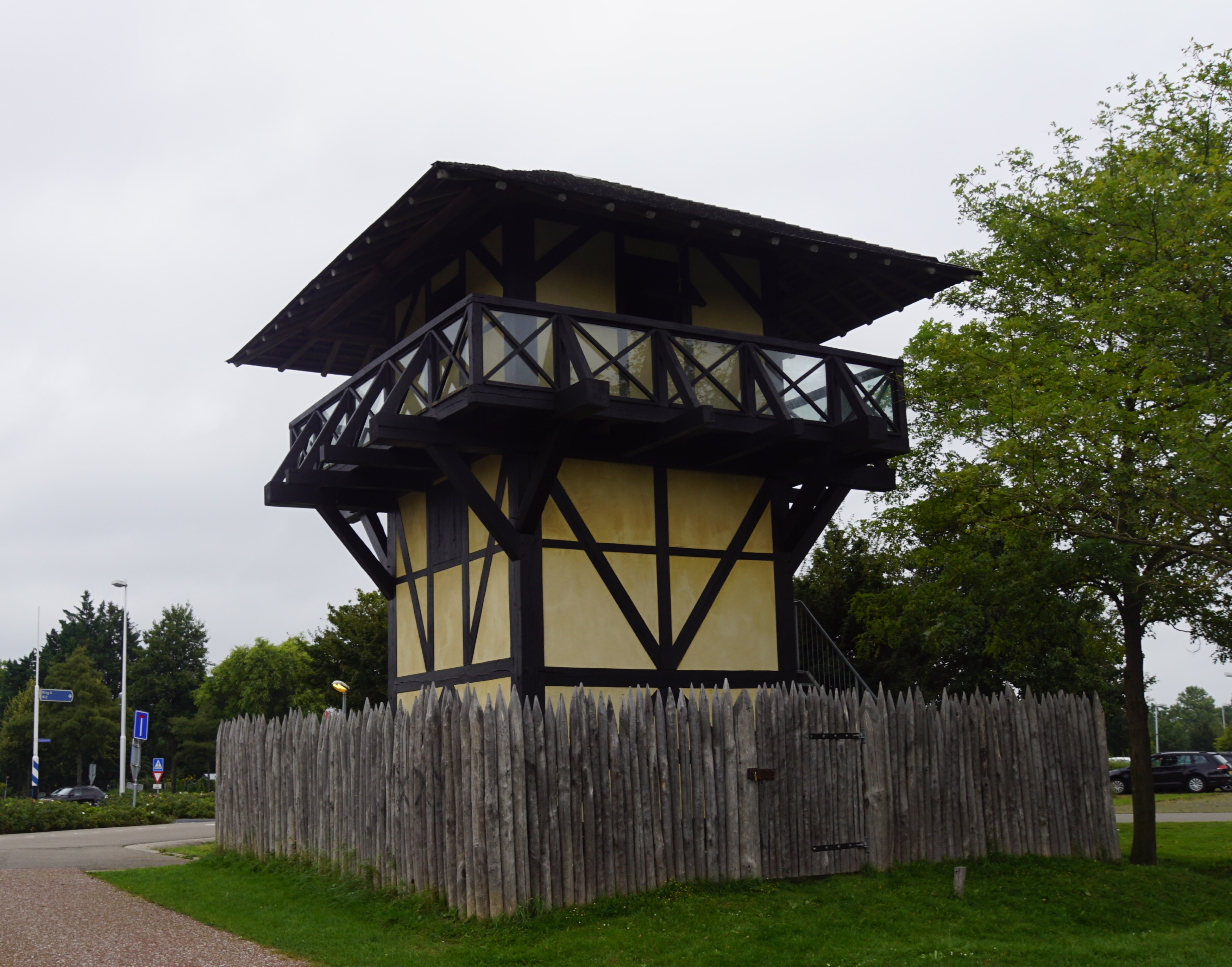
Gereconstrueerde wachttoren